# 그로잉 업 2
《그로잉 업 2》(Going Steady, Lemon Popsicle II)는 이스라엘에서 제작된 보즈 데이비슨 감독의 1979년 영화이다. 자키 노이 등이 주연으로 출연하였다. 그로잉 업 영화 시리즈 가운데 두 번째 영화이다.

## 출연

### 주연
- 자키 노이
- 요나탄 사갈

### 조연
- 이프타크 카저
- 드보라 케달
- 레이첼 슈타이너
- 메나쉐 워샤브스키